# Bexarotène
Le bexarotène est un antinéoplasique indiqué par voie orale par la FDA (en 2000) contre un lymphome cutané des cellules T. Il a été utilisé hors AMM pour le cancer du poumon, le cancer du sein et le sarcome de Kaposi.
Une étude menée sur des souris montre que la molécule à une capacité à induire l’élimination transitoire des plaques beta-amyloïdes telles qu'elles peuvent être retrouvées dans une maladie d’Alzheimer.

## Synthèse chimique
M. F. Boehm, R. A. Heyman, L. Zhi, C. K. Hwang, S. White, A. Nadzan, (en) Brevet U.S. 5,780,676 (1998).